# Аккумулятор (Курск)
Аккумулятор — микрорайон (внутригородской посёлок) в Сеймском округе города областного значения Курск Курской области России. Бывший посёлок завода № 378, с 1949 года в городской черте.

## История
Посёлок завода Аккумулятор начал строиться в 1936 году на юго-востоке от Курска и севернее самого завода (тогда посёлок Аккумулятор именовался посёлком завода № 378). Изначально посёлок застраивался деревянными типовыми одноэтажными и двухэтажными домами, которые были снесены до 1962 года. На их месте в 1945 году началось строительство шлакоблочных зданий.
В 1949 году посёлок Аккумулятор вошёл в состав города Курска. Посёлок застроен в основном трёхэтажными многоквартирными домами. Эти дома являются одними из самых старых в Курске.

## Экономика
На территории микрорайона расположен Курский машиностроительный завод, одно из самых первых предприятий в Курске. В 2 км от посёлка находится завод Курскхимволокно.

## Культура и образование
- Школа № 28
- Детская школа искусств № 9